# 普里沃利诺耶
普里沃利诺耶（俄语：Приво́льное）是俄罗斯联邦斯塔夫罗波尔边疆区赤卫军村区的一个村庄，位于大叶戈尔雷克河畔。2010年人口为3350人。苏联领导人戈尔巴乔夫1931年出生于此，在此他经历了1932年苏联大饥荒。